# 박은주 (아나운서)
박은주(朴銀珠, 1985년 5월 10일~)는 대한민국의 아나운서이다. 현재 프리랜서 아나운서이자 스피치 강사로 활동중이다.

## 학력
- 고려대학교 로스쿨
- 고려대학교 영어영문학과
- 이화여자외국어고등학교 영어과
- 여의도중학교

## 경력
- 한국경제TV 앵커 겸 기자
- 청주MBC 아나운서
- 충주MBC 아나운서
- KNN 부산경남방송 아나운서
- 현대자동차 아나운서
- 한화그룹 아나운서

## 수상
- 2019 전국 우국시인 시낭송대회 대상
- 2018 전국 허난설헌 시낭송대회 금상
- 2018 한국시인협회 재능 시낭송가
- 2017 전국 육사시 낭송대회 최우수상
- 제9회 MBC 창작동요제 금상, 인기상[2]

## 방송
- Mnet, TvN 너의 목소리가 보여
- JTBC 정치부 회의
- MBC 뉴스데스크
- MBC 뉴스투데이
- KNN 뉴스아이